# کریستین مارتین فران

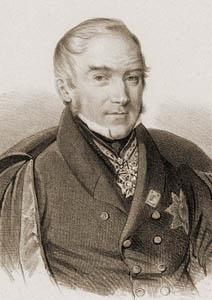
کریستین مارتین فران

کریستین مارتین فران (به انگلیسی: Christian Martin Frähn)(زاده ۱۷۸۲ میلادی – درگذشته ۱۸۵۱ میلادی) شرق‌شناس اهل آلمان بود. او مطالعات شرق‌شناسی خود را از دانشگاه روستوک آغاز کرد و سپس در دانشگاه‌های توبینگن و گوتینگن ادامه داد.
او بخش‌هایی از کتاب معجم البلدان یاقوت حموی را به زبان لاتین ترجمه کرده‌است.